# Ioana Raluca Olaru
Ioana Raluca Olaru (n. 3 martie 1989, București, România) este o jucătoare de tenis din România. A câștigat până în prezent la simplu 11 turnee ITF, iar la dublu patru turnee WTA și 15 ITF. La juniori a câștigat turneul de Grand Slam US Open în proba de dublu, în anul 2006.

## Carieră
Olaru a fost o jucătoare cu performanțe remarcabile în turneele juniorilor. A ajuns până în finală atât la simplu cât și la dublu în turneul de la Roland Garros, ediția din 2005, iar în 2006 a câștigat la dublu turneul de juniori US Open, alături de Mihaela Buzărnescu.
În 2007, tot la Roland Garros, fiind venită din calificări, învinge pe tabloul principal în primul tur pe favorita 30, ucraineanca Iulia Vakulenko dar pierde în turul 3 în fața favoritei 7, Ana Ivanović. Cea mai bună clasare pentru Olaru în ierarhia mondială este locul 53, atins la 27 iulie 2009.
Primul trofeu la profesionism a venit într-un turneu de dublu. În octombrie 2008, la Tașkent, în Uzbekistan, Olaru a făcut pereche cu Olga Savciuk din Ucraina, cele două ajungând până în finală fără a ceda vreun set și impunându-se în ultimul act în super-tiebreak în fața unei perechi ruso-germane.
În 2009, Olaru a ajuns în premieră în finala unui turneu de simplu din WTA, la Bad Gadstein, în Austria, după ce a eliminat printre altele pe principala favorită a competiției, Alizé Cornet, în semifinale, pe Sybille Bammer, cap de serie numărul trei, în optimi, și pe Magdalena Rîbarikova, cap de serie numărul șase, în sferturile de finală. În ultimul act a fost însă învinsă cu 6-2, 6-3 de Andrea Petkovic din Germania.
În februarie 2011 a obținut al doilea trofeu al carierei, tot într-un turneu de dublu. La Acapulco, în Mexic a participat alături de Maria Korîtțeva din Ucraina. Cele două au întrecut în finală un cuplu din Spania. Toate cele patru meciuri disputate au fost câștigate în super-tiebreak.

### 2017
Raluca își începe sezonul la Shenzhen Open unde joacă finala alături de Olga Savchuk, însă pierd cu 1–6, 5–7.
Săptămâna următoare, Raluca și Savchuk ajung din nou în finala unui turneu WTA, la Hobart International, și reușesc să câștige cu 0–6, 6–4, [10–5], învingând echipa formată din Yang Zhaoxuan și Gabriela Dabrowski.
La Australian Open, Olaru și Savchuk au debutat cu o victorie, în turul 1, contra echipei Monica Puig/Naomi Osaka, scor 6-2, 6-4. Cele două au pierdut meciul cu perechea Raquel Atawo/Yi-Fan Xu (SUA/China), scor 6-7 (5), 7-6 (4), 4-6, în turul al doilea al Openului Australiei, de la Melbourne.

## Rezultate

### Finale WTA Simplu 1 (0 titluri, 1 finală)
| \| Legendă \| \| ---------------------------------------------- \| \| Grand Slam (0–0) \| \| Turneul Campioanelor (0–0) \| \| Tier I / Premier obligatoriu & Premier 5 (0–0) \| \| Tier II / Premier (0–0) \| \| Tier III, IV & V / Internațional (0–1) \| |
| Legendă |
| Grand Slam (0–0) |
| Turneul Campioanelor (0–0) |
| Tier I / Premier obligatoriu & Premier 5 (0–0) |
| Tier II / Premier (0–0) |
| Tier III, IV & V / Internațional (0–1) |

| Rezultat | Nr. | Data          | Turneu                               | Suprafață | Adversar        | Scor     |
| Finalist | 1.  | 26 iulie 2009 | Gastein Ladies, Bad Gastein, Austria | Zgură     | Andrea Petkovic | 2–6, 3–6 |

### Dublu WTA: 15 (7 titluri, 8 finale)
| Legend                              |
| ----------------------------------- |
| Grand Slam tournaments (0–0)        |
| WTA Tour Championships (0–0)        |
| Premier Mandatory & Premier 5 (0–0) |
| Premier (0–0)                       |
| International (7–7)                 |
| 125K series (0–1)                   |

| Finals by surface |
| ----------------- |
| Hard (4–2)        |
| Clay (2–6)        |
| Grass (0–0)       |
| Carpet (0–0)      |

| Rezultat   | Nr. | Dată             | Turneu                                                 | Suprafață | Partener          | Adversar                                      | Scor                  |
| ---------- | --- | ---------------- | ------------------------------------------------------ | --------- | ----------------- | --------------------------------------------- | --------------------- |
| Finalist   | 1.  | 5 July 2008      | Budapest Grand Prix, Budapesta, Ungaria                | Clay      | Vanessa Henke     | Alizé Cornet Janette Husárová                 | 7–6(7–5), 1–6, [6–10] |
| Câștigător | 1.  | 5 October 2008   | Tashkent Open, Tashkent, Uzbekistan                    | Hard      | Olga Savchuk      | Nina Bratchikova Kathrin Wörle                | 5–7, 7–5, [10–7]      |
| Câștigător | 2.  | 26 February 2011 | Abierto Mexicano Telcel, Acapulco, Mexic               | Hard      | Mariya Koryttseva | Arantxa Parra Santonja Lourdes Domínguez Lino | 5–7, 7–5, [10–7]      |
| Finalist   | 2.  | 14 April 2013    | BNP Paribas Katowice Open, Katowice, Polonia           | Clay (i)  | Valeria Solovyeva | Lara Arruabarrena Lourdes Domínguez Lino      | 4-6, 5-7              |
| Câștigător | 3.  | 15 June 2013     | Nürnberger Versicherungscup, Nürnberg, Germania        | Clay      | Valeria Solovyeva | Anna-Lena Grönefeld Květa Peschke             | 2-6, 7-6(7-3), [11-9] |
| Finalist   | 3.  | 24 May 2014      | Nürnberger Versicherungscup, Nürnberg, Germania        | Clay      | Shahar Peer       | Michaëlla Krajicek Karolína Plíšková          | 0–6, 6–4, [6–10]      |
| Finalist   | 4.  | 27 July 2014     | Baku Cup, Baku, Azerbaijan                             | Hard      | Shahar Peer       | Alexandra Panova Heather Watson               | 2-6, 6-7(3-7)         |
| Câștigător | 4.  | 12 October 2014  | Generali Ladies Linz, Linz, Austria                    | Hard (i)  | Anna Tatishvili   | Annika Beck Caroline Garcia                   | 6-2, 6-1              |
| Finalist   | 5.  | 23 May 2015      | Nürnberger Versicherungscup, Nürnberg, Germania        | Clay      | Lara Arruabarrena | Chan Hao-ching Anabel Medina Garrigues        | 4–6, 6–7(5–7)         |
| Finalist   | 6.  | 29 April 2016    | Grand Prix SAR La Princesse Lalla Meryem, Rabat, Maroc | Clay      | Tatjana Maria     | Xenia Knoll Aleksandra Krunić                 | 3–6, 0–6              |
| Finalist   | 7.  | 30 May 2016      | Croatian Bol Ladies Open, Bol, Croatia                 | Clay      | İpek Soylu        | Xenia Knoll Petra Martić                      | 3–6, 2–6              |
| Câștigător | 5.  | 1 October 2016   | Tashkent Open, Tashkent, Uzbekistan                    | Hard      | İpek Soylu        | Demi Schuurs Renata Voráčová                  | 7–5, 6–3              |
| Finalist   | 8.  | 7 January 2017   | Shenzhen Open, Shenzhen, China                         | Hard      | Olga Savchuk      | Andrea Hlaváčková Peng Shuai                  | 1–6, 5–7              |
| Câștigător | 6.  | 14 January 2017  | Hobart International, Hobart, Australia                | Hard      | Olga Savchuk      | Gabriela Dabrowski Yang Zhaoxuan              | 0-6, 6-4, [10-5]      |
| Câștigător | 7.  | 23 July 2017     | BRD Bucharest Open, București, România                 | Clay      | Irina Begu        | Elise Mertens Demi Schuurs                    | 6-3, 6-3              |

#### Finale ITF
| Nr. | Data              | Turneu        | Suprafața | Adversar în finală | Scor        |
| 1.  | 1 mai 2005        | Herceg Novi   | Zgură     | Miljana Adanko     | 7–5 7–6     |
| 2.  | 24 iulie 2005     | București     | Zgură     | Anna Bastrikova    | 6–3 6–3     |
| 3.  | 7 august 2005     | București     | Zgură     | Mădălina Gojnea    | 7–6 7–5     |
| 4.  | 7 mai 2006        | București     | Zgură     | Sorana Cîrstea     | 1–6 6–4 6–1 |
| 5.  | 14 mai 2006       | Rabat         | Zgură     | Samia Medjahdi     | 6–2 2–6 7–5 |
| 6.  | 12 noiembrie 2006 | Toronto       | Hard (i)  | Carly Gullickson   | 6–3 6–1     |
| 7.  | 29 aprilie 2007   | Torrent       | Zgură     | Andrea Petkovic    | 6–4 5–7 6–4 |
| 8.  | 20 iulie 2008     | Contrexéville | Zgură     | Stéphanie Foretz   | 6–4 6–2     |
| 9.  | 14 iunie 2009     | Marseilles    | Zgură     | Masa Zec-Peskiric  | 6–7 7–5 6–4 |